# Liste domestizierter Rinder
Die Liste domestizierter Rinder enthält taurine Rinder (Bos taurus), Zebu-Rinder (Bos indicus), deren Kreuzungen (taur indicus-Rinder), weitere domestizierte Rinder (z. B. Wasserbüffel) und Rinder, die haustierähnlich genutzt werden (z. B. Bison). Gleiche Rassen, Zuchtlinien und Rassehybriden können mehrfach erscheinen, wenn sie unter verschiedenen Namen bekannt sind.
Bei Rassen in Deutschland wird gemäß TGRDEU (Zentrale Dokumentation Tiergenetischer Ressourcen in Deutschland) angegeben, ob es sich um eine einheimische oder eingeführte Rasse handelt, bei einheimischen Rassen außerdem der Grad der Gefährdung in Deutschland. Ausgestorbene Rassen sind mit (†) gekennzeichnet.
Zu Rassen in Deutschland siehe auch Rasseschlüssel (Tabelle). Zum Hausyak siehe auch Yak-Rassen.

## A
- Aberdeen Angus, in Dtl. eingeführt[1]
- Abondance
- Alpenfleckvieh, Kreuzungen zwischen Ennstaler Bergschecken, Pinzgauern und Simmentalern[2]
- Angler,[3] in Dtl. einheimisch, Beobachtungspopulation[1]
- Angus[3] (in Dtl. meist Deutsch Angus, siehe auch Aberdeen Angus)
- Ankole Longhorn[4]
- Ansbach-Triesdorfer,[3] in Dtl. einheimisch, Phänotypische Erhaltungspopulation[1]
- Aubrac-Rind,[3] in Dtl. eingeführt[1]
- Aulie Ata[4]
- Avileña-Negra ibérica
- Ayrshire[3]

## B
- Banteng[4]
- Balirind
- Baoulé[4]
- Bargur (oder Baragur), südindische Zebu-Rasse
- Bayrisches Rotvieh (†)[5] (siehe auch: Rotes Höhenvieh)
- Bazadaise[3]
- Beefalo[3]
- Belted Galloway,[3] in Dtl. eingeführt[1]
- Bison[3]
- Blaarkop[3]
- Blonde d’Aquitaine,[3] in Dtl. eingeführt[1]
- Boran[6]
- Brahman,[3] in Dtl. eingeführt[1]
- Brangus,[3] in Dtl. eingeführt[1]
- Braunes Japanisches Rind, Japanese Brown[7]
- Braunvieh (BV),[3] in Dtl. einheimisch, nicht gefährdet[1]
- Braunvieh alter Zuchtrichtung[3], in Dtl. einheimisch, Erhaltungspopulation[1] (= Deutsches Braunvieh alter Zuchtrichtung (DBV))
- Braunvieh Fleischnutzung[3] (BVF)
- British Longhorn[8] (= English Longhorn)
- Butana[4]

## C
- Canchim-Rind
- Casanareno[4]
- Charolais,[3] in Dtl. eingeführt[1]
- Chianina,[3][4] in Dtl. eingeführt[1]
- Chino Santandereano[4]
- Chour-gau, Yak[4]
- Costeño con Cuernos[4]
- Criollo Lechero Tropical[4]

## D
- Dahomey[4]
- Dänisch Jersey
- Deoni, Zebu-Rinder aus Südindien
- Deutsch Angus, in Dtl. einheimisch, nicht gefährdet[1]
- Deutsche Holstein Rotbunt, in Dtl. einheimisch, nicht gefährdet[1] (= Holstein-Rotbunt[3])
- Deutsche Holstein Schwarzbunt, in Dtl. einheimisch, nicht gefährdet[1] (= Holstein-Schwarzbunt[3])
- Deutsche Jersey, in Dtl. eingeführt[1]
- Deutsche Schwarzbunte alter Zuchtrichtung (DSB) (= Deutsches Schwarzbuntes Niederungsrind (DSN))
- Deutsches Schwarzbuntes Niederungsrind[3] (DSN), in Dtl. einheimisch, Erhaltungspopulation[1]
- Deutsches Shorthorn,[3] in Dtl. einheimisch, Erhaltungspopulation[1]
- Dexter-Rind,[3] in Dtl. eingeführt[1]
- Dhanni[4]
- Dominican Criollo[4]
- Doppelnutzung Rotbunt,[3] in Dtl. einheimisch, Erhaltungspopulation[1]
- Dzo

## E
- English Longhorn[9]
- Ennstaler Bergschecken,[10][11] auch Ennstaler Schecken, Helmete oder Kampete[2]
- Eringer[12]
- Evolèner, in Dtl. eingeführt[1]

## F
- Fjaellrind, in Dtl. eingeführt[1] (auch Fjäll-Rind[3])
- Fleckvieh,[3] in Dtl. einheimisch, nicht gefährdet[1]
- Fleckvieh Fleischnutzung,[3] in Dtl. einheimisch, nicht gefährdet[1]
- Fogera[4]
- Frankenvieh[13] (siehe auch: Gelbvieh)

## G
- Galloway,[3] in Dtl. eingeführt[1]
- Gannan-Yak
- Gayal
- Gelbvieh,[3] in Dtl. einheimisch, Erhaltungspopulation[1]
- Gelbvieh Fleischnutzung,[3] in Dtl. einheimisch, Erhaltungspopulation[1]
- Georgisches Gebirgsrind
- Gir, eine Zebu-Rinderrasse aus Indien
- Glamorgan-Rind
- Glanrind,[3] in Dtl. einheimisch, Beobachtungspopulation[1]
- Graues Geisler Rind, in Südtirol einheimisch
- Grauvieh,[3] in Dtl. eingeführt[1]
- Groninger (= Blaarkop)[14]
- Guernsey[15]

## H
- Hallikar, eine indische Zebu-Rinderrasse
- Hariana,[4][16] eine nordindische Zebu-Rinderrasse
- Harzer Rotvieh[5] (siehe auch: Rotes Höhenvieh)
- Hausbüffel[17]
- Heckrind[3]
- Helmete, → Ennstaler Bergscheck
- Hereford,[3] in Dtl. eingeführt[1]
- Highland[3] oder Highland Cattle, in Dtl. eingeführt[1]
- Hinterwälder-Rind,[3] in Dtl. einheimisch, Beobachtungspopulation[1]
- Hinterwälder Fleischnutzung,[3] in Dtl. einheimisch, Beobachtungspopulation[1]
- Holstein-Friesian[4] (siehe auch: Holstein-Rind)
- Holstein-Rotbunt[3]
- Holstein-Schwarzbunt[3]
- Huanhu-Yak

## I
- Illawara[18]
- Israelisches Holstein[18] (siehe auch: Holstein-Rind)
- Israelisches Rotvieh[18]

## J
- Japanese Black (= Schwarzes Japanisches Rind)
- Japanese Brown (= Braunes Japanisches Rind)
- Jersey-Rind[3][4] (siehe auch: Deutsche Jersey)
- Jiulong-Yak, auch Jiu Long[4]
- Jochberger Hummeln (†), hornlose Pinzgauer[2][19]

## K
- Kampete, → Ennstaler Bergscheck
- Kärntner Blondvieh,[20] auch Lavanttaler, Mariahofer, Mariahofer-Lavanttaler[2]
- Kenana[4]
- Kosali, Zebu-Rinderrasse aus dem indischen Bundesstaat Chhattisgarh.
- Kouri-Rind

## L
- Lakenvelder Rind, in Dtl. eingeführt[1] (auch Lakenfelder[3])
- Lavanttaler, → Kärntner Blondvieh
- Lechtaler (†)[2]
- Lettische Blaue Kuh
- Lettisches Braunvieh
- Lichtes Alpenvieh, → Österreichisches Gelbvieh
- Lichtes Höhenvieh, → Österreichisches Gelbvieh
- Lidia[21]
- Limousin,[3] in Dtl. eingeführt[1]
- Limpurger,[3] in Dtl. einheimisch, Erhaltungspopulation[1]
- Limpurger Fleischnutzung[3]
- Lincoln Red, in Dtl. eingeführt[1]
- Longhorn,[3] in Dtl. eingeführt[1]
  - English Longhorn
  - Texas Longhorn
- Lucerna[4]
- Luing,[3] in Dtl. eingeführt[1][22]

## M
- Mahish (Wasserbüffel)[4]
- Maine Anjou,[3] in Dtl. eingeführt[1]
- Maiwa-Yak
- Malay Banteng[4]
- Malnad Gidda, eine Zwerg-Zeburasse aus Südindien
- Marchigiana[3]
- Maremmana[23]
- Mariahofer, → Kärntner Blondvieh[2]
- Mariahofer-Lavanttaler, → Kärntner Blondvieh[2]
- Mishima-Rind
- Mölltaler (†), auch Mölltal-Pinzgau, Norica-Pinzgau, Mölltal, italienisch Pezzata rossa norica, aufgegangen in den Pinzgauern[2]
- Montafoner Braunvieh
- Montbeliard[3]
- Murbodner,[24][25] auch Murbodner-Mürztaler, slowenisch Pomurska, slowenisch Svetlolisata[2]
- Murnau-Werdenfelser,[3] in Dtl. einheimisch, Erhaltungspopulation[1]
- Murnau-Werdenfelser Fleischnutzung,[3] in Dtl. einheimisch, Erhaltungspopulation[1]
- Murray Grey, in Dtl. eingeführt[1]
- Mürztal (†)[2]
- Myanmar Wasserbüffel[4]
- Mythum[4]

## N
- N'Dama
- Nellore (= Ongole)[4]
- Nganda[4]
- Nguni[4]
- Nkone[4]
- Normanne (Rind),[3] in Dtl. eingeführt[1]
- North-Devon-Rind

## O
- Odenwälder Rotvieh (†)[5] (siehe auch: Rotes Höhenvieh)
- Ongole[4]
- Original Braunvieh, auch Original Österreichisches Braunvieh[2]
- Österreichisches Braunvieh, Kreuzung aus Montafoner, Allgäuer Rind, Lechtaler und Oberinntaler, heute zu 100 % Brown Swiss[2]
- Österreichisches Gelbvieh (†), auch Gelbvieh, Lichtes Alpenvieh, Lichtes Höhenvieh, Frankenvieh[2]
- Oststeirisches Fleckvieh (†), Varietät des Österreichischen Simmentaler Rindes[2]

## P
- Parthenaise[1]
- Pembroke-Rind
- Piemonteser,[3] in Dtl. eingeführt[1]
- Pinzgauer,[3] in Dtl. einheimisch, Erhaltungspopulation[1]
- Pinzgauer Fleischnutzung,[3] in Dtl. einheimisch, Erhaltungspopulation[1]
- Polnisches Rotvieh[26]
- Ponwar, eine Zebu-Rasse aus Nordindien
- Pomurska, → Murbodner
- Pustertaler Sprinzen,[2][27] auch Pustertaler Schecken,[3] in Dtl. eingeführt[1]

## Q
- Qinghai-Yak

## R
- Randall-Rind
- Red Sindhi[4]
- Romagnola[3]
- Romosinuano[4]
- Rotbunte[28] (= Doppelnutzung Rotbunt)
- Rotbuntes Niederungsrind (= Doppelnutzung Rotbunt)
- Rotes Höhenvieh (RHV)[3], in Dtl. einheimisch, Beobachtungspopulation[1]
- Rotes Sindh-Rind (= Red Sindhi)
- Rotvieh alter Angler Zuchtrichtung,[3] in Dtl. einheimisch, Erhaltungspopulation[1]

## S
- Sächsisches Rotvieh, auch Vogtländer Rotvieh[5] (siehe auch: Rotes Höhenvieh)
- Sahiwal[4][29]
- Salers,[3] in Dtl. eingeführt[1]
- San Martinero[4]
- Santa Gertrudis[4]
- Sapi-Bali Rind[4]
- Sauerländer Rotvieh (†)[5] (siehe auch: Rotes Höhenvieh)
- Sayaguesa
- Schottisches Hochlandrind, Highland Cattle[30]
- Schlesier Rotvieh (†)[5] (siehe auch: Rotes Höhenvieh)
- Schwarzbunte[4][31] (siehe auch: Holstein-Rind)
- Schwarzbuntes Milchrind (SMR)
- Schwarzes Japanisches Rind, Japanese Black[32]
- Seladang[4]
- Senepol-Rind
- Shetland-Rind
- Shorthorn[33]
  - Milchshorthorn
  - Fleischshorthorn (auch in Deutschland)
- Shwe Ni[4]
- Siegerländer Rotvieh (†)[5] (siehe auch: Rotes Höhenvieh)
- Simmentaler[4] (= Fleckvieh)
- Sindh-Rinder
  - Red Sindhi (= Rotes Sindh-Rind)
  - White Sindhi oder Grey Sindhi, veraltet für Tharparkar
- Steirisches Braunvieh (†),[2] Varietät des Österreichischen Braunviehes
- South Devon,[3] in Dtl. eingeführt[1]
- Svetlolisata, → Murbodner
- Swiss Brown[4] (auch: Braunvieh)

## T
- Telemark,[3] in Dtl. eingeführt[1]
- Texas Longhorn[34][35]
- Tharparkar[36]
- Tianzhu White Yak,[4] → Weißer Tianzhu-Yak
- Tibet-Yak
- Tirolense (italienisch), → Tux-Zillertaler
- Tiroler Braunvieh (†), Varietät des Österreichischen Braunviehes, abstammend von Montafoner Braunvieh, Lechtaler und Swiss Brown[2]
- Tiroler Grauvieh[37][2]
- Toda (Wasserbüffel)[4]
- Tswana-Rind
- Tuli[4]
- Tulim-Rind (USA)
- Tux-Zillertaler,[38][39] italienisch Tirolense,[2] als Tuxer,[3] in Dtl. eingeführt[1]
- Tuxer, → Tux-Zillertaler

## U
- Uckermärker,[3] in Dtl. einheimisch, nicht gefährdet[1]
- Ukrainisches Fleischrind[18]
- Ukrainisches Grauvieh[18]
- Ungarisches Steppenrind,[3] in Dtl. eingeführt[1]

## V
- Valdostana[40]
- Vallecaucana[4]
- Vechur Zwergrind[4]
- Villard de Lans[41]
- Vogelsberger Rotvieh (†)[5] (siehe auch: Rotes Höhenvieh)
- Vogesen-Rind,[3] in Dtl. eingeführt[1]
- Vogtländer Rotvieh[5] (siehe auch: Rotes Höhenvieh)
- Vorderwälder,[3] in Dtl. einheimisch, Beobachtungspopulation[1]
- Vorderwälder Fleischnutzung,[3] in Dtl. einheimisch, Beobachtungspopulation[1]

## W
- Wagyu-Rind[3] oder Wagyu, in Dtl. eingeführt[1]
- Waldecker Rind (†)[5] (siehe auch: Rotes Höhenvieh)
- Waldviertler Blondvieh,[42] auch Manhartsberg, Waldviertler, Waldviertler Vieh , tschechisch Schiltern[2]
- Wangus-Rind
- Wasserbüffel (Bubalus bubalus)[3]
- Watussirind[4]
- Weißblaue Belgier,[3] in Dtl. eingeführt[1]
- Weißer Tianzhu-Yak
- Welsh-Black, in Dtl. eingeführt[1]
- White Galloway,[3] in Dtl. eingeführt[1]
- White Park,[3] in Dtl. eingeführt[1]
- Whitebred Shorthorn, in Dtl. eingeführt[1]
- Wipptaler (†), im Tiroler Grauvieh aufgegangen[2]
- Wisent[3]
- Witrug[3]

## X
- Xinjiang Brown[18]

## Y
- Yak[3][4][43]
- Yan Yellow
- Yanbian[18]

## Z
- Zhongdian-Yak
- Zillertaler, rote Varietät des Tux-Zillertaler[2]
- Żubroń
- Zwerg-Zebu[3], Zwergzebu[44] oder Zwerg Zebu, in Dtl. eingeführt[1]

## Nachweise
1. 1 2 3 4 5 6 7 8 9 10 11 12 13 14 15 16 17 18 19 20 21 22 23 24 25 26 27 28 29 30 31 32 33 34 35 36 37 38 39 40 41 42 43 44 45 46 47 48 49 50 51 52 53 54 55 56 57 58 59 60 61 62 63 64 65 66 67  Rinderrassen. In: Zentrale Dokumentation Tiergenetischer Ressourcen in Deutschland (TGRDEU). Bundesanstalt für Landwirtschaft und Ernährung (BLE), archiviert vom Original (nicht mehr online verfügbar) am 13. Januar 2016; abgerufen am 7. August 2015.  Info: Der Archivlink wurde automatisch eingesetzt und noch nicht geprüft. Bitte prüfe Original- und Archivlink gemäß Anleitung und entferne dann diesen Hinweis.
2. 1 2 3 4 5 6 7 8 9 10 11 12 13 14 15 16 17 18 19 20 21 22  
FAO: Breeds from species: Cattle (Austria), in: DAD-IS (englisch)
3. 1 2 3 4 5 6 7 8 9 10 11 12 13 14 15 16 17 18 19 20 21 22 23 24 25 26 27 28 29 30 31 32 33 34 35 36 37 38 39 40 41 42 43 44 45 46 47 48 49 50 51 52 53 54 55 56 57 58 59 60 61 62 63 64 65 66 67 68 69 70 71 72 73 74 75 76 77  
Verordnung zum Schutz gegen die Verschleppung von Tierseuchen im Viehverkehr (Viehverkehrsverordnung - ViehVerkV), Anlage 6 (zu § 28 und § 32 Absatz 1), Rasseschlüssel. In: juris. Bundesministerium der Justiz und für Verbraucherschutz, abgerufen am 17. Juli 2015.
4. 1 2 3 4 5 6 7 8 9 10 11 12 13 14 15 16 17 18 19 20 21 22 23 24 25 26 27 28 29 30 31 32 33 34 35 36 37 38 39 40 41 42 43 44 45 46 47 48  
Sabine Madel: Einführung in Entwicklungsländerstudien. Hrsg.: Margarete Payer. Hochschule der Medien, Stuttgart 29. September 1999, Anhang A: Bilderbogen einiger Rinderrassen der Entwicklungsländer (payer.de [abgerufen am 7. August 2015] Skript, das von den Teilnehmern am Wahlpflichtfach „Entwicklungsländerstudien“ an der HBI Stuttgart erarbeitet wurde.).
5. 1 2 3 4 5 6 7 8 9 10  
Rotes Höhenvieh
6. ↑  Sambraus 2011, S. 66.
7. ↑  Sambraus 2011, S. 68.
8. ↑  Sambraus 2011, S. 70.
9. ↑  English Longhorn. In: fleischrinderzucht.de. Fleischrinder-Zuchtverband Schleswig-Holstein und Hamburg, abgerufen am 7. August 2015 (Rassebeschreibung, als PDF).
10. ↑  Sambraus 2011, S. 75.
11. ↑  Ennstaler Bergschecken. In: rinderzucht-stmk.at. Rinderzucht Steiermark, archiviert vom Original (nicht mehr online verfügbar) am 13. Oktober 2015; abgerufen am 11. August 2015.  Info: Der Archivlink wurde automatisch eingesetzt und noch nicht geprüft. Bitte prüfe Original- und Archivlink gemäß Anleitung und entferne dann diesen Hinweis.
12. ↑  Sambraus 2011, S. 76.
13. ↑  Sambraus 2011, S. 81.
14. ↑  Sambraus 2011, S. 83.
15. ↑  Sambraus 2011, S. 84.
16. ↑  Sambraus 2011, S. 85.
17. ↑  Sambraus 2011, S. 86.
18. 1 2 3 4 5 6 7  
Breeds of Livestock – Cattle Breeds (Oklahoma State University), abgerufen am 7. August 2015
19. ↑  Sambraus 2011, S. 91.
20. ↑  Sambraus 2011, S. 92.
21. ↑  Sambraus 2011, S. 94.
22. ↑  Sambraus 2011, S. 97.
23. ↑  Sambraus 2011, S. 98.
24. ↑  Sambraus 2011, S. 100.
25. ↑  Murbodner. In: rinderzucht-stmk.at. Rinderzucht Steiermark, archiviert vom Original (nicht mehr online verfügbar) am 13. Oktober 2015; abgerufen am 11. August 2015.  Info: Der Archivlink wurde automatisch eingesetzt und noch nicht geprüft. Bitte prüfe Original- und Archivlink gemäß Anleitung und entferne dann diesen Hinweis.
26. ↑  Sambraus 2011, S. 105.
27. ↑  Rassenbeschreibung Pustertaler Sprinzen. In: rinderzucht-tirol.at. Rinderzuchtverband Tirol, archiviert vom Original (nicht mehr online verfügbar) am 12. August 2015; abgerufen am 11. August 2015.  Info: Der Archivlink wurde automatisch eingesetzt und noch nicht geprüft. Bitte prüfe Original- und Archivlink gemäß Anleitung und entferne dann diesen Hinweis.
28. ↑  Sambraus 2011, S. 108.
29. ↑  Sambraus 2011, S. 110.
30. ↑  Sambraus 2011, S. 112.
31. ↑  Sambraus 2011, S. 113.
32. ↑  Sambraus 2011, S. 114.
33. ↑  Sambraus 2011, S. 115.
34. ↑  Texas Longhorn. (PDF-Datei) In: fvb-bayern.de. Fleischrinderverband Bayern, abgerufen am 7. August 2015.
35. ↑  Sambraus 2011, S. 116.
36. ↑  Sambraus 2011, S. 117.
37. ↑  Sambraus 2011, S. 118.
38. ↑  Rassenbeschreibung Tux-Zillertaler. In: rinderzucht-tirol.at. Rinderzuchtverband Tirol, archiviert vom Original (nicht mehr online verfügbar) am 12. August 2015; abgerufen am 11. August 2015.  Info: Der Archivlink wurde automatisch eingesetzt und noch nicht geprüft. Bitte prüfe Original- und Archivlink gemäß Anleitung und entferne dann diesen Hinweis.
39. ↑  Sambraus 2011, S. 119.
40. ↑  Sambraus 2011, S. 122.
41. ↑  Sambraus 2011, S. 123.
42. ↑  Sambraus 2011, S. 126.
43. ↑  Sambraus 2011, S. 129.
44. ↑  Sambraus 2011, S. 130.